# Zadlaška jama
Zadlaška jama, tudi Dantejeva jama, imenovana po vasi Zadlaz blizu Tolmina, je ena od mnogih jam, po katerih so se odtekale vode soškega ledenika. 
Jamski splet je dolg 1140 m, globok 41 m, v jami pa so tudi tri dvorane. 
Pripoveduje se, da je v začetku 14. stoletja patriarh Pagano della Torre v Tolminu gostil pesnika Danteja Alighierija. Takrat naj bi obiskal jamo in v divjem okolju našel navdih za Pekel v pesnitvi Božanska komedija. Po pesniku je jama dobila tudi svoje drugo ime.
Leta 1922 so jo prvi raziskali in izrisali člani planinskega kluba Krpelj ter jo kasneje tudi prilagodili obisku - vklesali stopnice in poglobili rove. Dokončno jo je raziskala in izrisala Jamarska sekcija PD Tolmin leta 1977. V jami najdemo dve vrsti jamskih hroščev (Anophthalmus ravasnii sontiacus, Muller 1935 ter Anophthalmus tolminensis; Muller 1922, Pretnar 1970), v njej pa prezimuje tudi netopir mali podkovnjak (Rhindolophus hipposideros). Zadlaška jama sodi med zahtevne turistične jame, zato je za obisk potrebno spremstvo jamarskega vodnika in primerna pohodniška oprema. Obisk je mogoč v toplejših mesecih, sicer je jama zaprta za obiskovalce zaradi varovanja narave in zaščito živali, ki prezimujejo v jami.